# Südlicher Fisch
Der Südliche Fisch (lateinisch Piscis Austrinus, historisch auch Piscis Notius) ist ein Sternbild südlich des Himmelsäquators.

## Beschreibung

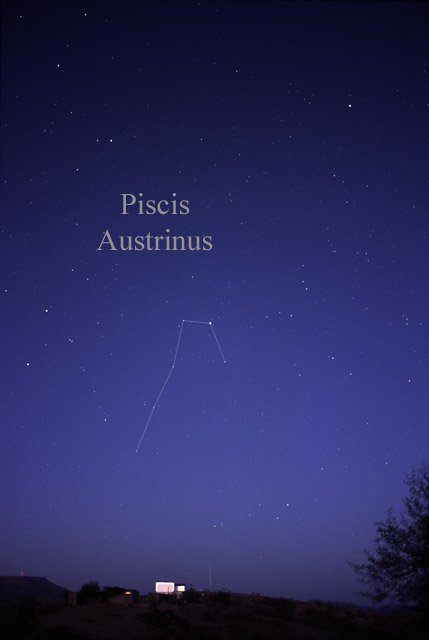
Das Sternbild Südlicher Fisch, wie es mit dem bloßen Auge gesehen werden kann

Der Südliche Fisch ist ein wenig markantes Sternbild südlich des Wassermannes. Lediglich der hellste Stern Fomalhaut ist mit 1,16m auffallend hell. Die übrigen Sterne sind nicht heller als die 4. Größenklasse. 

Aufgrund seiner Lage steht das Sternbild von Deutschland aus gesehen tief am Horizont.

## Geschichte
Der Südliche Fisch gehört zu den 48 Sternbildern der antiken griechischen Astronomie, die bereits von Ptolemäus beschrieben wurden.

### Sterne
| Stern | Namen     | Größe |
| ----- | --------- | ----- |
| α PsA | Fomalhaut | 1,16m |
| δ PsA | Aboras    | 4,2m  |
| ε PsA |           | 4,2m  |
| β PsA |           | 4,3m  |
| γ PsA |           | 4,4m  |
| η PsA |           | 5,4m  |

Fomalhaut (α Piscis Austrini) ist mit einer Entfernung von 25 Lichtjahren einer der nächsten Nachbarn der Sonne. Sein Name ist arabischen Ursprungs und bedeutet so viel wie „Maul des Fisches“. Aufnahmen des Weltraumteleskop Hubble zeigen, dass den Stern eine Staubscheibe von 40 Milliarden Kilometer Durchmesser umgibt. Vermutlich besitzt Fomalhaut einen größeren Planeten in 7 bis 10 Milliarden Kilometer Entfernung (das ist etwa der 50 bis 70fache Abstand Erde-Sonne).

### Doppelsterne
| Objekt | Größen    | Abstand |
| ------ | --------- | ------- |
| β PsA  | 4,3m/7,8m | 30,3"   |
| η PsA  | 5,8m/6,8m | 1,8"    |

β PsA ist ein Doppelsternsystem in 150 Lichtjahren Entfernung. Die beiden Komponenten gehören den Spektralklassen A0 und G2 an. Aufgrund ihres relativ weiten Winkelabstandes können sie bereits mit einem kleinen Teleskop in Einzelsterne aufgelöst werden.
Das System η PsA ist 500 Lichtjahre entfernt. Es besteht aus zwei leuchtkräftigen Sternen der Spektralklassen B7 und A2. Sie können mit einem mittleren Teleskop getrennt werden.

### Deep-Sky-Objekte
| NGC  | sonstige | Größe | Typ     | Name |
| ---- | -------- | ----- | ------- | ---- |
| 7314 |          | 10,8m | Galaxie |      |